# Wolne Miasto Fiume
Wolne Miasto Fiume lub Wolne Miasto Rijeka (chorw.: Slobodna Država Rijeka, wł.: Stato libero di Fiume) – twór państwowy, istniejący w latach 1920–1924 na pograniczu Włoch i Królestwa Serbów, Chorwatów i Słoweńców.

## Historia
Po zakończeniu I wojny światowej i rozpadzie Austro-Węgier, status polityczny Rijeki stał się jednym z ważniejszych problemów międzynarodowych. Pretensje do miasta zgłaszały Włochy i nowo powstałe państwo SHS. 12 września 1919 włoski poeta Gabriele D’Annunzio stanął na czele oddziałów ochotniczych, które przejęły rządy w mieście (Regencja Carnaro).
12 listopada 1920, na mocy Traktatu w Rapallo, utworzono Wolne Miasto Rijeka. Oddziały włoskie stłumiły rządy D’Annunzio. W kwietniu 1921 odbyły się wybory, w wyniku których Chorwaci otrzymali 6558 głosów, zaś Włosi 3443. Prezydentem został wybrany Riccardo Zanella.
3 marca 1922 włoscy faszyści przeprowadzili zamach stanu i przejęli władzę. W styczniu 1924 SHS wyraziło zgodę na aneksję WMR przez Włochy.

## Prezydenci
Wśród prezydentów Wolnego Miasta Fiume znajdowali się:
- Riccardo Zanella 1921–1922
- Giovanni Giuriati 1922
- Attilio Depoli 1922–1923 (tymczasowo)
- Gaetano Giardino 1923–1924 (włoski gubernator wojskowy)